# Східний провулок (Житомир)
Східний провулок — провулок в Корольовському районі міста Житомира. 

## Характеристики
Розташований у Старому місті, розпланованому на теренах історичної місцевості Путятинка. Бере початок з вулиці Івана Мазепи. Прямує на північний схід. Має два відгалуження на північний захід. Завершується на Східній вулиці. Забудова провулка представлена житловими будинками садибного типу.

## Історичні відомості
Провулок виник і забудувався у 1950-х роках внаслідок ущільнення забудови кварталу, сформованого на початку ХХ століття новими вулицями Соляною (нині Шевченка), Міщанською (нині Івана Мазепи), Східною на вільних від забудови землях Путятинки. 
Провулок запроєктований та отримав назву Східний проїзд у 1952 році. У 1958 році отримав чинну назву. 